# Kristus v slavi
Kristus v slavi ali Kristus sodnik (latinsko Maiestas Domini) je zahodnokrščanska podoba Kristusa, sedečega na prestolu kot vladarja sveta, vedno videnega spredaj v središču kompozicije in pogosto ob strani drugih svetih figur, katerega članstvo se spreminja skozi čas in glede na kontekst. Podoba se razvija iz zgodnjekrščanske umetnosti kot upodobitev nebeškega prestola, kot je opisano v 1. Enohovi knjigi, Danielu 7 in Janezovi apokalipsi. V bizantinskem svetu se je podoba nekoliko drugače razvila v pol velikosti Kristus Pantokrator, »Kristus, vladar vsega«, običajno figura brez spremstva, in Deesis, kjer ustoličenega Kristusa v naravni velikosti spremljata sveta Marija in sv. Janez Krstnik in pogosto druge figure. Na Zahodu ostaja razvijajoča se kompozicija zelo dosledna v vsakem obdobju do renesanse, nato pa ostane pomembna do konca baroka, v katerem se podoba običajno prenese na nebo.

## Razvoj
Od zadnjega dela 4. stoletja začnejo upodabljati Kristusa, ki je še vedno brez brade, sedečega na prestolu na podestu, pogosto z nogami na nizkem stolčku in običajno ob strani sv. Petra in Pavla, v večji kompoziciji pa drugi z apostoli. Osrednja skupina na sarkofagu Junija Basa iz leta 359 (Vatikan) je najzgodnejši primer z jasnim datumom. V nekaterih primerih Kristus izroča zvitek svetemu Petru na svoji desni, s čimer posnema gesto, ki jo pogosto naredijo cesarji, ko predajo cesarski odlok ali pismo o imenovanju uradniku, kot v konzularnih diptihih iz slonovine na Konstantinovem slavoloku in misoriju Teodozija I. Ta upodobitev je znana kot Traditio legis (predaja zakona) ali Kristus sodnik – »apostoli so res uradniki, ki jim je zaupan ves svet«, je zapisal sveti Janez Zlatousti. Ta upodobitev se nagiba k zlivanju v eno od »Kristusa učitelja«, ki prav tako izhaja iz klasičnih podob bradatih filozofov.
Druge upodobitve Kristusa, stoječega kot zmagoslavnega generala ali sedečega na krogli, ki predstavlja svet, ali z različnimi spremljevalci, najdemo v naslednjih stoletjih. Do 7. stoletja je bizantinski Kristus Pantokrator, ki drži knjigo, ki predstavlja evangelij, in dviguje desnico, postal v bistvu fiksen v obliki, ki jo danes ohranja v vzhodnem pravoslavju. Kristus zmagovalec je imel ločen razvoj, običajno stoje, pogosto z obema visoko dvignjenima rokama.
Slika Pantokratorja je najprej postala pol velikosti, ker so velike različice zapolnile polkupolo apside mnogih, če ne večine, okrašenih cerkva. Figuro v celotni velikosti bi bilo treba močno zmanjšati, da bi imela glava največji učinek od daleč (zaradi sploščitve na vrhu polkupole). Kristusova gesta je postala gesta blagoslova, vendar je prvotno govornikova gesta njegove pravice do govora. Deesis je postal standard v središču templonskega trama v pravoslavnih cerkvah in templonovega naslednika, ikonostasa, najdemo pa ga tudi kot tabelno ikono. Na splošno Pantokrator nima vidnega prestola, zgodnejši Deesis pa ga ima in vsaj enostopenjski podest. Deesis se še naprej pojavlja v zahodni umetnosti, vendar ne tako pogosto ali v tako nespremenljivi kompoziciji kot na vzhodu.
Na zahodu je podoba prikazovala ustoličenega Kristusa v polni višini, pogosto v mandorli ali drugem geometričnem okvirju, obdanega s simboli štirih evangelistov, ki predstavljajo vizijo 4. in 5. poglavja knjige Razodetja. V romaniki je pogosto vidnih štiriindvajset starešin Apokalipse. Tudi Kristus drži knjigo in naredi blagoslov, nedvomno pod bizantinskim vplivom. Pri obeh je Kristusova glava obdana s prekrižanim svetniškim sijem. V zgodnjesrednjeveški zahodni umetnosti je bila podoba v iluminiranih evangelijih zelo pogosto namenjena celotni strani, na njihovih platnicah pa je bila izdelana iz kovine ali slonovine in je ostala zelo pogosta kot obsežna freska v polkupoli apside v romanskih cerkvah in vklesana v timpanon cerkvenih portalov. Zdi se, da je bila to »skoraj edina tema apsidnih slik« v karolinških in otonskih cerkvah, ki so zdaj vse izgubljene, čeprav je veliko primerov iz tega obdobja ohranjenih v iluminiranih rokopisih.
Iz obdobja romanike se je podoba na Zahodu pogosto začela vračati k najzgodnejšemu, bolj množičnemu spočetju in pojavljajo se nadangeli, apostoli in svetniki, ki so danes pogosto vsi obrnjeni navznoter proti Kristusu, pa tudi živali, ki simbolizirajo evangeliste in štiriindvajset starešin. Ta razvoj je bil vzporeden s premikom k bolj "realistični" upodobitvi "nebeškega dvora", ki ga vidimo v vse bolj priljubljenih temah Maestà (ustoličena Devica z otrokom) in Kristusovo kronanje Device.
Kristus v slavi je postal standardno vklesan v timpanon okrašenega gotskega cerkvenega portala, zdaj pa ga obdaja veliko število precej manjših figur okoli arhivolt. V slikarstvu je Gentski oltar vrhunec gotske podobe, čeprav manjšina umetnostnih zgodovinarjev verjame, da je v tem primeru v slavi prikazan Bog Oče, ne Kristus.

## Kristus sodnik
Različna figura ali ista figura v drugem kontekstu, imenovana Kristus sodnik, ki prikazuje Kristusa kot sodnika, je postala pogosta v Poslednjih sodbah, pogosto naslikana na zahodni (zadnji) steni cerkva. Tukaj ustoličeni Kristus, iz 13. stoletja, običajno z oblačili, povlečenimi na stran nad pasom, da razkrijejo rane trpljenja (motiv iz podob nejevernega Tomaža), sedi visoko v kompleksni kompoziciji, z grešniki, ki jih vlečejo hudiči navzdol v pekel na desni in pravičniki na levi (na Kristusovi desni strani), ki se dvigajo v nebesa. Na splošno Kristus še vedno gleda naravnost naprej v gledalca, vendar nima knjige; pogosto gestikulira z rokami, da usmerja prekleto navzdol in odrešeno gor.
Od visoke renesanse je bila tema obravnavana bolj ohlapno; Kristus in njegov dvor se dvigneta v oblake in sta razdeljena z namenom harmonične in »naravne« sestave, ne pa starodavnih zaporednih vrst. Od pozne renesanse do baroka pogosto tvori zgornji del slike, ki prikazuje dogajanje na zemlji v spodnjem registru, in ko strožja perspektiva nadomesti hieratično lestvico srednjega veka, postane Kristus dobesedno pomanjšan. Takih upodobitev se običajno ne opisuje kot "Kristus v slavi", čeprav so linearni razvoj prejšnje podobe; glavna tema so postali človeški dogodki v ospredju, kot je mučeništvo svetnika, ki mu je Kristus zdaj precej oddaljena priča.

## Galerija
- Rimski mozaik s prizorom traditio Legis, iz bazilike Santa Costanza, Rim, 4. stoletje
- Stara reprodukcija sarkofaga Junija Basa s Traditio Legis
- Detajl sarkofaga iz 4. stoletja, bazilika Sant'Ambrogio v Milanu
- Bizantinski mozaik iz 13. stoletja na pročelju bazilike San Frediano v Lucci
- Kristus v slavi, v mandorli in obdan s tetramorfom, romanska freska, apsida Sant Climent de Taüll, Katalonija, 1123.
- Kristus v slavi s simboli evangelistov, kamniti relief, južni portal, benediktinski samostan v San Candidu, Južna Tirolska
- Kristus sodnik, Vézelay, Bourgogne
- Kristus sodnik, samostan Sainte-Foy, Conques,  Aveyron
- Portal stolnice v Chartresu
- Bernski Münster, s Kristusom v slavi obkroženim z apostli v arhivoltu in Poslednja sodba v timpanonu
- Poslednja sodba, Fra Angelico, 1425–1431
- Kristus v slavi iz Godescalc Evangelistary
- Stran Maiestas Domini iz Codex Amiatinus (fol. 796v), Firence, Medičejska knjižnica
- Krstilnik skandinavskega mojstra Majestatisa, katerega večina prepoznavnih del je na to temo
- Razpelo s Kristusom v slavi; anonimen; 12. stoletje
- Timpanon v Westminsterski stolnici, ki prikazuje Kristusa v slavi z Devico Marijo in svetniki; mozaik Roberta Anninga Bella po risbah Johna Francisa Bentleya, 1916
- Kristus v slavi upodobljen na veliki tapiseriji v stolnici v Coventryju, ki jo je oblikoval Graham Sutherland in je bila dokončana leta 1962
- Zunanjost kapele pri cerkvi sv. Nikolaja v Talinu (prim. Sol Invictus)